# Modkultur
Modkultur er en kultur, der gør oprør mod gældende sociale normer. Begrebet bliver mest brugt om vestlige subkulturer som f.eks. hippierne, antiglobaliseringsbevægelsen, punkerne, new age, feministerne og queer-kulturen. Ordet blev skabt i 1969 af den amerikanske samfundstænker Theodore Roszak, i bogen The Making of a Counter Culture (1969). Modkulturen vender sig især imod konformitet og forbrugerisme. Den kan også være politisk motiveret, idet den nuværende kultur ses som et bur, der holder befolkningen fanget i forbrugsmønstre, hvilket nødvendiggør en kulturel revolution for, at de politiske mål opnås.
Modkulturer kan være mere eller mindre radikale. I ekstreme tilfælde kan modkulturer udvikle sig til et modborgerskab, hvor man vender ryggen til centrale værdier i flertalskulturens normsæt og eksempelvis tager afstand fra demokrati og legitimerer brugen af vold. Flere ekstremistiske grupper kan ses som de yderste eksempler herpå.